# Villar del Cobo
Villar del Cobo – gmina w Hiszpanii, w prowincji Teruel, w Aragonii, o powierzchni 54,13 km². W 2011 roku gmina liczyła 202 mieszkańców.